# Niklas Sandberg
Niklas Magnus Sandberg (n. 3 septembrie 1978) este un fost fotbalist suedez care a jucat pe postul de fundaș.
A jucat la CFR Cluj, devenind primul fotbalist suedez care e avoluat în Liga 1.